# Kumite
Kumite (japansk: 組手) betyder kamp på japansk. 
Begrebet bruges indenfor mange forskellige kampsportsgrene, f.eks. karate.
Det kan, lidt efter stilart, bruges om forskellige former for fri kamptræning, som modsætning til kihon og kata, der er opbygget af fastlagte bevægelser.
Desuden bruges det ofte for sportskampen.
Man kan bruge navne som jiyu-kumite (fri træning) og shiai-kumite (kamptræning) til at skelne mellem de forskellige typer.
Hold-kumite dyrkes indenfor karate, denne bruges mest som publikumstiltrækker for krigskunsten.
- Wikimedia Commons har flere filer relateret til Kumite

| Sport | Spire Denne artikel om sport er en spire som bør udbygges. Du er velkommen til at hjælpe Wikipedia ved at udvide den. |